# Gontaud-de-Nogaret
Gontaud-de-Nogaret è un comune francese di 1 651 abitanti situato nel dipartimento del Lot e Garonna nella regione della Nuova Aquitania.

## Società

### Evoluzione demografica
Abitanti censiti

## Amministrazione

### Gemellaggi
- Bantzenheim, Francia, dal 1974